# 牛應龍
牛應龍（1524年—？），字時見，順天府固安縣通关厢人，民籍，明朝政治人物。

## 生平
嘉靖二十五年（1546年）丙午科順天府鄉試第六十二名舉人。嘉靖四十一年（1562年）中式壬戌科會試第一百七十五名，三甲第一百六十八名進士。授浙江诸暨县知县，调山西绛县，升锦衣卫经历。

## 家族
曾祖牛睿；祖父牛復，陰陽訓術；父牛孔昌，縣丞。母鄭氏；繼母趙氏、陳氏。永感下。